# Sabine Fisch
Sabine Fisch (* 22. Dezember 1970 in Scheibbs) ist eine österreichische Medizinjournalistin, Buchautorin, Bloggerin und Moderatorin. Sie ist Autorin mehrerer Bücher zu Gesundheitsthemen, führt zwei Blogs und versteht sich als Feministin.

## Biographie
Sabine Fisch wuchs im burgenländischen Mattersburg auf und besuchte dort die Volksschule, das Bundesgymnasium und die Bundeshandelsakademie, die sie 1990 mit Matura abschloss. Fisch übersiedelte im Anschluss daran nach Wien und arbeitete als Schreibkraft in einer PR-Agentur. Um ihren Berufswunsch Journalistin in die Praxis umzusetzen, nahm sie noch im gleichen Jahr beim Fachverlag Bondi eine Tätigkeit als Moderedakteurin bei der Österreichischen Textilzeitung (heute Manstein-Verlag) auf.
1991 nahm sie eine Tätigkeit beim damals ersten österreichischen Privatradiosender Radio CD International als Sprecherin, Moderatorin und Redakteurin an.
Im Anschluss folgten verschiedene Tätigkeiten in Fachverlagen und bei Privatradiosendern, bis Fisch mit knapp 28 Jahren beschloss, ihr Studium an der Bundessozialakademie Wien aufzunehmen, das sie 2000 mit Diplom abschloss. Nach Abschluss des Studiums setzte sie ihre Tätigkeit als Schreibende in einer PR-Agentur, die sich auf Medizin und Gesundheit spezialisiert hatte, fort. Nach zwei Jahren folgte 2002 der Schritt in die Selbstständigkeit als Medizinjournalistin.

## Bücher
- In die Welt gelacht: Hebammen erzählen vom Abenteuer Geburt. Goldegg Verlag, Wien 2012, ISBN 978-3-902729-69-9
- Das große Frauengesundheitsbuch – persönlich, praktisch, alltagstauglich. Löwenzahn Verlag, Innsbruck 2010, ISBN 978-3-7066-2458-9
- Medizinstudium, ius practicandi – was nun? Facharztausbildung in Österreich. Springer-Verlag 2008, ISBN 978-3-211-69776-4
- Leben mit Diabetes Typ 2: Anleitung für Anfänger und Fortgeschritten (mit Heidemarie Abrahamian). Verlagshaus der Ärzte, Wien 2007, ISBN 978-3-901488-93-1
- Die Ärztin – Eine unerhörte Frau. Aufbau Verlag, Berlin 2020, ISBN 978-3-7466-3573-6